# 阿岸村
阿岸村（あぎしむら）は、石川県鳳至郡に存在した村である。

## 地理

### 隣接していた市町村
- 村
  - 鳳至郡櫛比村・諸岡村・黒島村・剱地村・仁岸村・東保村・羽咋郡稗造村

## 歴史

### 沿革
- 1889年（明治22年）4月1日 町村制の施行により、鳳至郡池田村、藤浜村、白禿村、大切村、二又村、山是清村、小山村、椎木村、新町分村、鍛冶屋村、中田村、江崎村、南村、千代村、是清村及び北川村を廃し、その区域をもって鳳至郡阿岸村を設置する。
- 1908年（明治41年）4月1日 鳳至郡剱地村、阿岸村及び仁岸村を廃し、その区域をもって鳳至郡剱地村を設置する。阿岸村の16大字は剱地村に継承。

## 行政

### 村長
| 代 | 人 | 氏名         | 就任 | 退任                      | 備考 |
| -- | -- | ------------ | ---- | ------------------------- | ---- |
| ?  | 9  | 田形八郎兵衛 | 不詳 | 1908年（明治41年）3月31日 |      |

（徳山治右衛門、松本与助、山口覚助、奥野吉太郎、森田耕秋、中村喜助、山本九郎兵衛、点田藤作）以上、詳細不明・順不同